# Rimae Römer
Le Rimae Römer sono una struttura geologica della superficie della Luna.